# Reiersdorf (Naturschutzgebiet)
Das Naturschutzgebiet Reiersdorf liegt auf dem Gebiet der Stadt Templin im Landkreis Uckermark in Brandenburg.
Das Gebiet mit der Kenn-Nummer 1060 wurde mit Verordnung vom 1. Oktober 1990 unter Naturschutz gestellt. Das rund 249,5 ha große Naturschutzgebiet, das zum Biosphärenreservat Schorfheide-Chorin gehört, erstreckt sich südwestlich von Reiersdorf, einem Gemeindeteil des Ortsteils Gollin von Templin. Westlich verläuft die Landesstraße L 100 und erstreckt sich der Große Gollinsee.

## Bedeutung
- Das Gebiet, das den Reiersdorfer See mit den umliegenden Moorbereichen und westlich angrenzenden Kiefernbeständen verschiedener Altersstufen auf Sanderstandorten der Weichselkaltzeit enthält, wurde unter Schutz gestellt, um den Reiersdorfer See mit seinen Moorbereichen als Lebensraum für akut bedrohte Tier- und Pflanzenarten zu erhalten.
- Die forstlich unbeeinflusste Entwicklung der Kiefernforsten zu standortgerechten Waldökosystemen unter den Bedingungen eines schwächer maritim beeinflussten Großklimas und des Nährkraftgehaltes des pommerschen Stadiums soll untersucht werden.